# Alekseï Gastev
Alekseï Kapitonovitch Gastev, (en russe : Алексей Капитонович Гастев) né le 26 septembre 1882 (8 octobre 1882 dans le calendrier grégorien) à Souzdal en Russie et décédé le 15 avril 1939  à Kommunarka en URSS, est un écrivain, un poète, un syndicaliste et un théoricien russe.

## Biographie
Fils d'un enseignant et d'une couturière, il perdit son père alors qu'il n'avait que 2 ans.
Après être allé à l'école et suivi une formation technique en serrurerie, il s'inscrivit à l'Institut Pédagogique de l'université de Moscou dont il fut exclu pour avoir participé à des réunions organisées par des révolutionnaires. En 1901, il adhéra au Parti ouvrier social-démocrate de Russie, quitta les études et devint militant révolutionnaire à temps complet. En 1903, il fut exilé à Oust-Sysolsk appelé depuis 1930 Syktyvkar. En 1904, il publia une histoire de la vie des exilés et pour la première fois ses poèmes. En 1905, au cours de la première révolution russe, il fut président du conseil des ouvriers et dirigeant d'un groupe de combat à Kostroma et sa région puis poussa les ouvriers à se mettre en grève dans les villes septentrionales de la Russie comme Iaroslavl, Ivanovo-Voznesensk et Rostov-sur-le-Don. Simultanément Gastev fut en étroite relation avec la fraction majoritaire du parti – les Bolcheviks — et de 1903 à 1904 correspondit souvent avec Lénine et son épouse Nadejda Kroupskaïa à propos de la politique du parti et ultérieurement leur fit le compte rendu de la grève générale qui avait eu lieu à Ivanovo-Voznesensk en 1905. En raison de ses activités, il fut arrêté au moins trois fois et envoyé en exil dans le nord et l'est de la Russie. Néanmoins, à chaque fois il réussit à s'échapper et à vivre dans la clandestinité en Russie ou dans d'autres pays d'Europe où il s'expatriait. En 1906, on le vit militer dans le syndicat des métallurgistes de Saint-Pétersbourg et la même année être élu délégué au 4e congrès du Parti ouvrier social-démocrate de Russie mais en 1907 il quitta les bolchéviques et put émigrer à Paris.
Dans la capitale où il demeura de 1910 à 1913, il exerça divers métiers dont ouvrier aux usines Renault. Là, il vit Louis Renault tenter une expérience de management scientifique avec mesures de temps sur du personnel non qualifié, déclencher d'abord l'opposition des syndicats puis une grève. Frederick Winslow Taylor critiqua cette tentative en disant que l'échec était mérité car elle avait été menée avec du personnel sans formation. Cette analyse rejoignait tout à fait celle de Gastev et il allait en tirer des enseignements dont il allait faire profiter son pays lors de son retour en Russie. Il emporta aussi avec lui un certain nombre de points de vue du syndicalisme français en voyant dans les syndicats l'outil le plus efficace pour lutter contre le capitalisme et apporter des améliorations au sort des travailleurs.

### Engagement révolutionnaire
Il rentra à Saint-Pétersbourg en 1913 puis fut exilé en 1914 dans la région de Narym. C'est, semble-t-il pendant cette période qu'il adhéra à la ligue pour la culture prolétarienne, Proletkoult fondée en 1911 par Alexandre Alexandrovitch Bogdanov et qu'il fit paraître un récit de science-fiction sur l'avenir de la Sibérie. Alors qu'il allait s'évader, la révolution de février débuta et il sortit de la clandestinité. Enrichi par son expérience avec le monde du travail qui avait développé sa compréhension empirique du marxisme, il pensait que la révolution était pour les travailleurs l'occasion de prendre en charge l'organisation de leur vie quotidienne et de leur manière de travailler. De 1917 à 1918, élu président du comité central de la toute nouvelle Union des ouvriers métallurgistes, il établit un réseau de syndicats selon le modèle syndical français, travailla dans l'administration d'usines à Moscou, Kharkov et Nikolaïev. En mai 1918, au 1er congrès des Conseils de l'économie nationale, si l'on en croit Michel Heller dans Le Monde concentrationnaire et la Littérature soviétique, il reprit à son compte les accusations de Mikhaïl Tomski et évoqua le retard économique du pays en déclarant que les ouvriers ne travaillaient pas, qu'ils refusaient tout simplement toute forme de travail. « En fait, nous sommes aux prises avec un énorme sabotage, mené par des millions d'ouvriers. Parler de sabotage bourgeois, transformer un bourgeois apeuré en saboteur me paraît risible. Nous avons affaire à un sabotage national, populaire prolétaire. » 1918 est aussi l'année où il devint largement connu en tant que poète avec la parution de Poésie de frappe ouvrière. En 1919, il dirigea le syndicat de la culture et de l'organisation du travail au Conseil de l'art de l'Ukraine.

### Création de l'Institut central du travail
Peut-être pour réagir à ce qu'il avait constaté et exprimé au 1er congrès des Conseils de l'économie nationale, polymathe inspiré par son expérience d'ouvrier et sa connaissance du taylorisme avec son organisation scientifique et rationnelle des processus du travail c'est-à-dire, brièvement, distinction entre conception et exécution, préparation, économie de gestes et utilisation maximale de la machine puis contrôle du temps d'exécution, il fonda, en 1920, grâce au soutien et aux encouragements de Lénine qui lui fournit les fonds nécessaires, assisté par le poète Ippolit Sokolov et soutenu par Kasimir Malevitch, l'Institut central du travail (CIT) à Moscou (Центральный институт труда (ru)) pour créer « l'homme nouveau ». Il dit que c'était sa dernière œuvre d'art et pour elle, il arrêta d'écrire des poèmes et son dernier recueil fut publié en 1921. Au CIT on évaluait, on étudiait d'une manière scientifique les réactions, les aptitudes mentales, sensorielles et psychomotrices avec différents appareils dont la Machine d'ingénierie sociale dont les plans semblent perdus mais dont une photographie est visible avec le lien externe no 1. Afin d'atteindre les objectifs, on utilisa la photographie, le cinéma, des fiches techniques, des simulateurs avec cabines de voitures, cockpits d'avions, panneaux de contrôle pour former les Stagiaires dans les conditions optimales. Dans ces travaux, il a collaboré avec le neurophysiologiste Nikolaï Bernstein qui étudiait le contrôle des mouvements humains.
Dans cet institut des centaines d'apprentis en uniforme se dirigeaient en colonne vers leurs bancs puis se mettaient au travail au signal sonore donné par leurs machines. Par exemple ils étaient entraînés à marteler correctement avec un marteau fixé à une machine qui leur donnait la cadence qu'ils intégraient au bout d'une demi-heure. Ces ouvriers dont Gastev pensait que si on les désignait par un numéro et pas par leur nom, seraient plus performants inspirèrent Ievgueni Zamiatine pour Nous. Gastev voyait dans le machinisme un outil pour instaurer une nouvelle forme de démocratie qui supplanterait l'ancienne fondée sur le choix d'une majorité ou d'une minorité, qui révèlerait un nouvel instrument du pouvoir qui supprimerait les conflits sociaux car la machine serait mise au service de l'être humain et soumise à sa volonté en vue de gérer sa vie et de préparer son avenir. Les travailleurs soumis à cette étude et à cette formation pouvaient être des ouvriers, mais aussi des pianistes et des sportifs dont on étudiait en détail les mouvements même les plus répétitifs comme celui de creuser une pièce avec un burin, mais aussi les trajectoires d'outils, de marteaux, d'armes…En 1938, 500 000 travailleurs qualifiés, dans 200 professions étaient sortis de l'Institut central du travail, 20 000 instructeurs y avaient travaillé dans 1 700 instituts éducatifs, de nombreuses publications avaient été éditées pour fixer et diffuser les propositions concernant l'organisation et la création d'emplois…Cette formation impliquait l'étude des travaux de Taylor et de Frank Bunker Gilbreth, Sr (en). Dans son livre Comment faut-il travailler ? publié en 1921 ou en 1922, il esquissait seize règles qui devaient régir tout travail. En bref, examiner en détail chaque tâche avant de l'entreprendre, commencer à travailler calmement afin que la pensée et les gestes soient en harmonie, garder un rythme régulier, être vigilant lorsque l'effort mobilise entièrement le corps et l'esprit, être installé confortablement et si possible assis, prendre des pauses mais pas pour manger ou pour fumer, ne pas s'énerver si cela ne va pas comme prévu mais s'arrêter un instant pour se réorganiser, ne pas se lancer dans une autre tâche avant d'avoir complètement terminé celle qui est en cours et lorsque c'est fini laisser le « chantier » en ordre.
Mais il eut à affronter deux difficultés majeures. La première fut l'inadaptation et l'insuffisance des équipements, le manque de chronomètres, de nourriture pour les stagiaires, de chauffage pour les locaux, la rusticité des simulateurs, rendaient inefficaces toutes les études théoriques lorsqu'il s'agissait de passer à leur application concrète dans les instituts. La deuxième fut d'ordre idéologique et politique. Certains communistes « gauchistes » pensaient que ces méthodes allaient à l'encontre des buts  poursuivis par la société socialiste. Bien que Gastev fut soutenu par Lénine qui dénonça cette critique en disant que cette attitude était la maladie infantile du communisme, Platon Kerjentsev autre théoricien du Proletkoult ne désarma pas. En 1921 à la Conférence de l'Union Soviétique sur la science de la gestion organisée par Léon Trotski à Moscou, on reprocha à Gastev de ne voir qu'une petite partie de la gestion du travail dans un état socialiste. Malgré la divergence des points de vue, on créa le conseil central d'organisation scientifique du travail pour unifier les différentes approches d'organisation du travail et de la production.
Ceci n'aboutit pas et une autre conférence eut lieu en 1924 qui donna raison à Gastev. Cependant dans un souci d'amélioration de la gestion une autre initiative fut mise en œuvre. À chaque étape des experts, bien qu'il y en ait peu dignes de confiance sur le plan idéologique, conseillaient le travailleur. Une équipe préparait un programme de production, un ravitailleur fournissait le matériel, un se chargeait de la comptabilité, un autre des normes de fabrication, un autre du personnel… Mais les directeurs d'usines se plaignirent à Grigory Ordjonikidze de tous ces experts qui sapaient leur autorité et cette pratique fut abandonnée en revenant à un encadrement plus traditionnel. Malgré ce revers les soutiens de Pavel Kerjentsev ne purent « déboulonner » Gastev et les instituts bien que leurs résultats fussent au mieux, selon certains, négligeables.
En 1922, sa poésie inspira la création de la Symphonie des sirènes, des sirènes des bateaux, créée par Arseny Avraamov pour célébrer le 5e anniversaire de la révolution d'Octobre dans le port de Bakou. Plus de renseignements sont fournis et la symphonie elle-même peut être écoutée en cliquant sur le lien externe no 9.
Il fut membre de la Ligue du temps qui exista de 1923 à 1926 laquelle devait « habituer les citoyens à la discipline, à la précision et à l'efficacité dans le travail et la vie privée » (la science-fiction soviétique ; Presses Pocket[réf. nécessaire]). Ses membres se promenaient dans Moscou avec des chronocartes sur lesquelles on notait toute perte de temps ; il en était l'inventeur et un exemplaire se trouvait dans le bureau de Lénine.
En 1926, il fut décoré de l'Ordre du Drapeau rouge pour son énergie et son dévouement et en 1928 il créa la société Structure, une société par actions, pour financer son travail, qui recevait des fonds après avoir effectué des audits d'entreprises industrielles et conseillé celles-ci pour améliorer l'organisation de leur production et leur base commerciale. La même année, le 22 mars, son fils Yuri Gastev (en) naissait, mais il n'y a pas beaucoup de renseignements sur son frère.
De 1932 à 1936, il fut rédacteur en chef du journal Maintenant: normes et qualité. Il a vécu à Moscou au no 2 de la rue Kamergersky dans la célèbre maison de la coopérative des écrivains.

### Victime des purges staliniennes
Le  1er octobre 1941, la famille fut prévenue de son décès mais c'était une information mensongère. Lorsqu'au début de 1990, les archives du KGB furent accessibles et que l'on découvrit les pièces de l'interrogatoire et du procès, on eut la version réelle de sa disparition. Le 8 septembre 1938, sur de fausses accusations, il fut arrêté sous l'intitulé « terroriste menant des activités contre-révolutionnaires ». Il fut emprisonné à Moscou et condamné à mort par un tribunal spécial le 14 avril 1939. Il n'eut pas d'avocat pour le défendre ni la possibilité de faire appel du verdict. Le 15 avril, il fut fusillé à la Kommunarka, site d'exécutions de masse au cours de la terreur stalinienne où 10 000 à 14 000 personnes furent enterrées dans des fosses communes.

## Œuvres
- 1918 : Le fer dont nous sommes issus
- 1921 : Comment faut-il travailler ?
- 1923 : Marche la jeunesse
- 1923 : L'Insurrection de la culture

Œuvres non datée:
- Recueil Un paquet d'ordonnances qui contient le poème Ordre 05
- Une citation d'Alexeï Gastev qui illustre bien son œuvre et sa pensée : « Je me réjouis à un moment où l'âme humaine ne sera plus mesurée par un cri ou un sourire, mais par un manomètre et un compteur de vitesse ».